# Jomo Caka
Jomo Caka (kinesiska: Jiaomu Chaka, 角木茶卡) är en saltsjö i Kina. Den ligger i den autonoma regionen Tibet, i den sydvästra delen av landet, omkring 550 kilometer nordväst om regionhuvudstaden Lhasa. Arean är 2,0 kvadratkilometer.
Genomsnittlig årsnederbörd är 196 millimeter. Den regnigaste månaden är augusti, med i genomsnitt 65 mm nederbörd, och den torraste är januari, med 2 mm nederbörd.